# Evangelický kostel (Mělnické Vtelno)
Evangelický kostel v Mělnickém Vtelně je bývalý chrám Českobratrské církve evangelické. Budova je od roku 2002 chráněna jako kulturní památka a slouží jako součást kulturního centra ve vesnici.

## Historie sboru

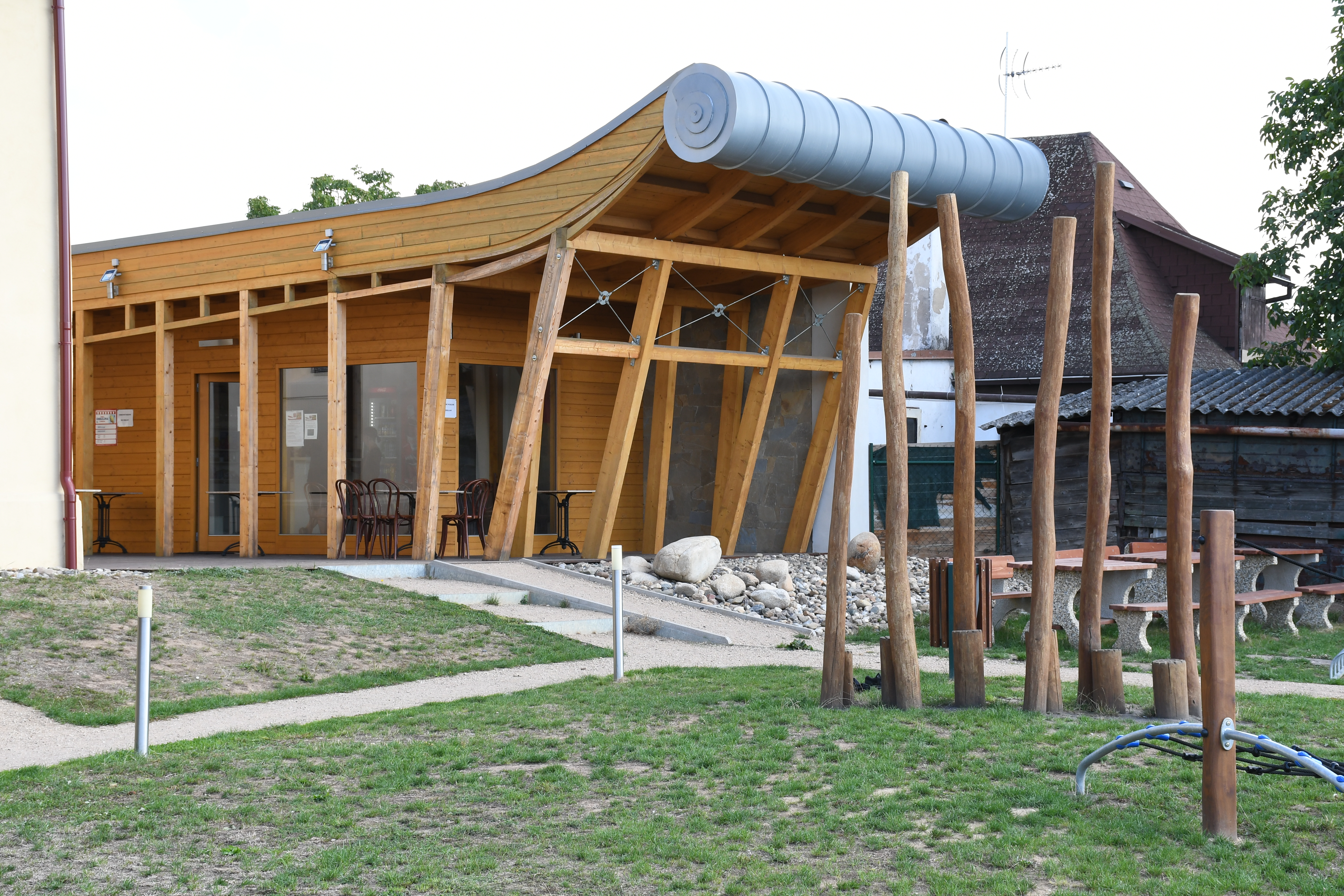
Kavárna u zrušeného evangelického kostela

Tajní protestanté ze Vtelna a jeho okolí založili reformovaný sbor brzy po vyhlášení tolerančního patentu v roce 1783. Ustavený sbor původně sídlil v obci Krpy, brzy byl přenesen do Mělnického Vtelna. Prvních několik let se bohoslužby konaly v soukromí, žádný bohoslužebný prostor nebyl k dispozici.[zdroj⁠?!]

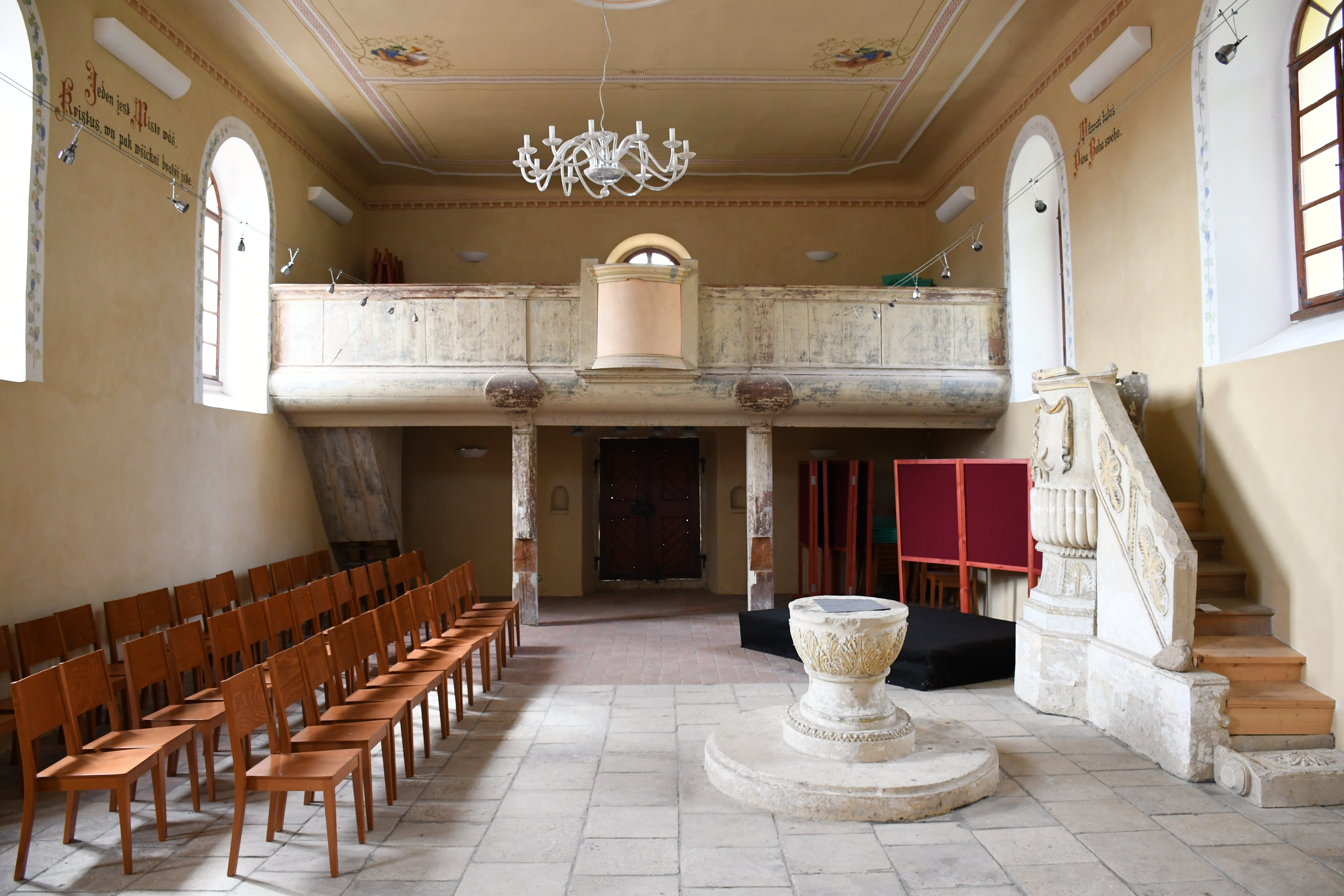
Interiér zrušeného evangelického kostela

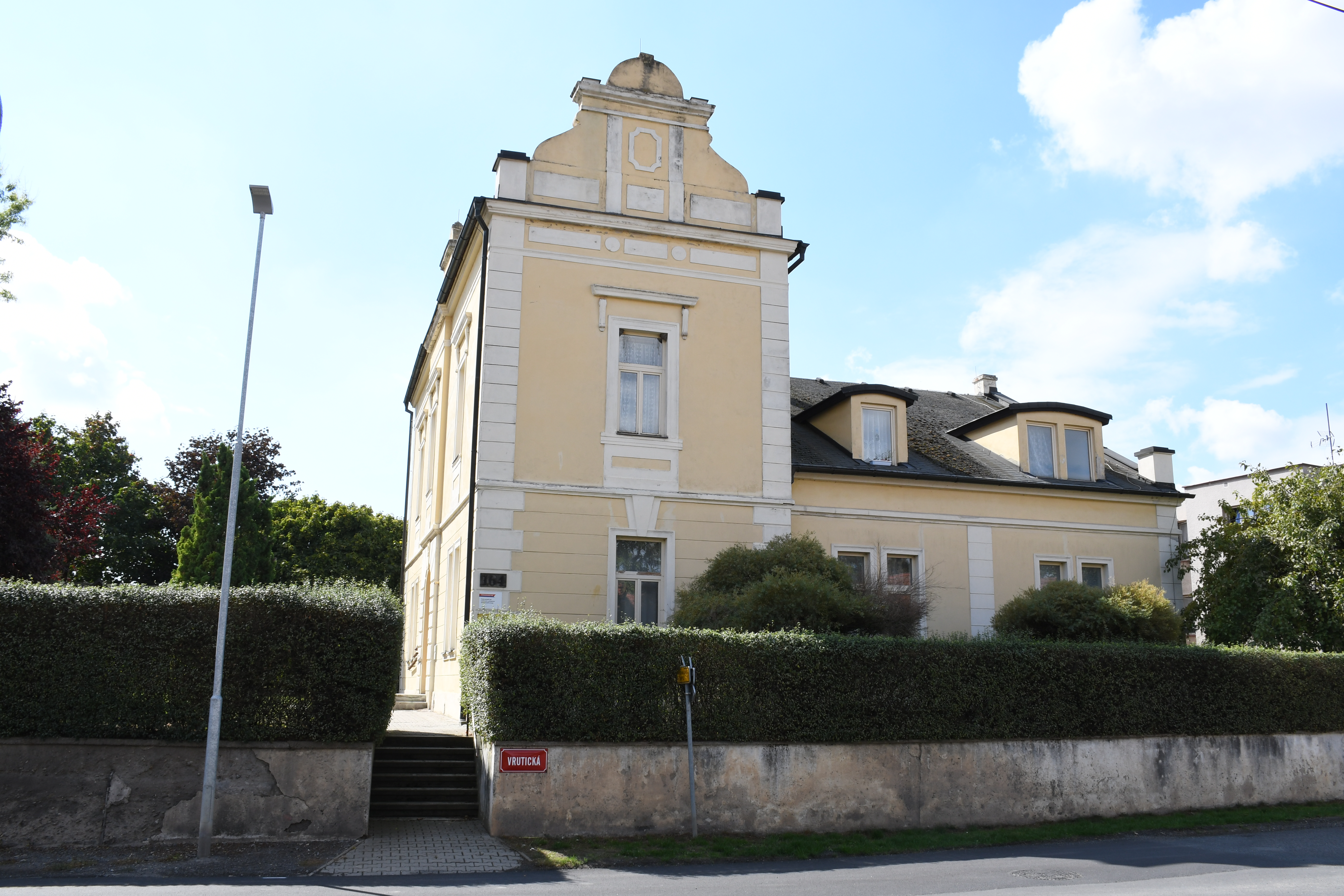
Bývalá evangelická fara

Prvním kazatelem byl od roku 1783 Samuel Orosze de Fejer Berezika z maďarské zemanské rodiny. Majitel panství kníže Antonín Isidor Lobkowicz se snažil Orosze a dva jeho sborové spolupracovníky z obce vykázat, obyvatelům vyhrožoval trestem, pokud jim poskytnou nocleh. Vtelenští evangelíci zaslali petici císaři Josefu II., a ten svým dekretem ze 16. února 1785 sídlo sboru potvrdil. Samuel Oros byl 17. března 1785 do úřadu uveden krajským hejtmanem a bohoslužby mohly být provozovány.
Za působení kazatele Karla Nagy byla v obci v letech 1865-1904 také evangelická škola. V roce 1907 byla u kostela přistavena fara. Po polovině 20. století došlo k silnému odlivu členů evangelického sboru, v roce 1990 byl sbor připojen ke kazatelské stanici v Mladé Boleslavi.[zdroj⁠?!]

## Architektura
Kostel stojí v centru obce. Byl postaven na náklady členů sboru v roce 1787 za půl roku (při stavbě prý pomáhaly i ženy). Původní toleranční modlitebna byla bez věže s malými okny, vchod nebyl z ulice. Vysvěcena byla 1. září 1787.[zdroj⁠?!] Po přestavbě v roce 1865 je to obdélná jednolodní stavba s mohutnou hranolovou věží se třemi zvony a v severním vstupním portálu s neogotickým průčelím.
Průčelí s věží má zdobené obloučkové římsy, hlavní loď má vysoká okna, podezdívka je kamenná. Lomený vstupní portál je rámován fiálami a zalomenou neogotickou římsou. Do kostela se vstupuje po třech schodech. Loď s plochým stropem má po stranách dvě dřevěné tribuny. Ve střední části je zdobená kazatelna a před ní zdobená kamenná křtitelnice. Po stěnách jsou nápisy, okna jsou s malovaným rostlinným dekorem. Dlažba je z kamenných desek.
Nad vstupem je kovová deska s plastickým provedením evangelického kalichu. Valbová střecha je pokryta bobrovkami, jehlanová věž má střechu z plechu.

## Využití
Kostel přestal být v druhé polovině 20. století využíván a postupně chátral. Českobratrská církev evangelická kostel prodala obci, která silně chátrající kostel včetně interiéru postupně opravila. Ke kostelu byl přistaven venkovní amfiteátr a budova kavárny. Vznikl areál Kulturní centrum Kostel. Fara po opravě a přestavbě je využívána jako dům s pečovatelskou službou.

## Památková hodnota
Předmětem památkové ochrany je kostel se schodištěm a vstupní brankou a pozemky vymezeného areálu. Sakrální stavba je dokladem religiozity v obci. Novostavby kulturního centra umístěné na pozemku nejsou památkově chráněné.